# Saint-Mamet-la-Salvetat
Saint-Mamet-la-Salvetat is een gemeente in het Franse departement Cantal (regio Auvergne-Rhône-Alpes). De plaats maakt deel uit van het arrondissement Aurillac. Saint-Mamet-la-Salvetat telde op 1 januari 2022 1.537 inwoners.

## Geografie
De oppervlakte van Saint-Mamet-la-Salvetat bedroeg op 1 januari 2022 51,49 vierkante kilometer; de bevolkingsdichtheid was toen 29,9 inwoners per km².
De onderstaande kaart toont de ligging van Saint-Mamet-la-Salvetat met de belangrijkste infrastructuur en aangrenzende gemeenten.

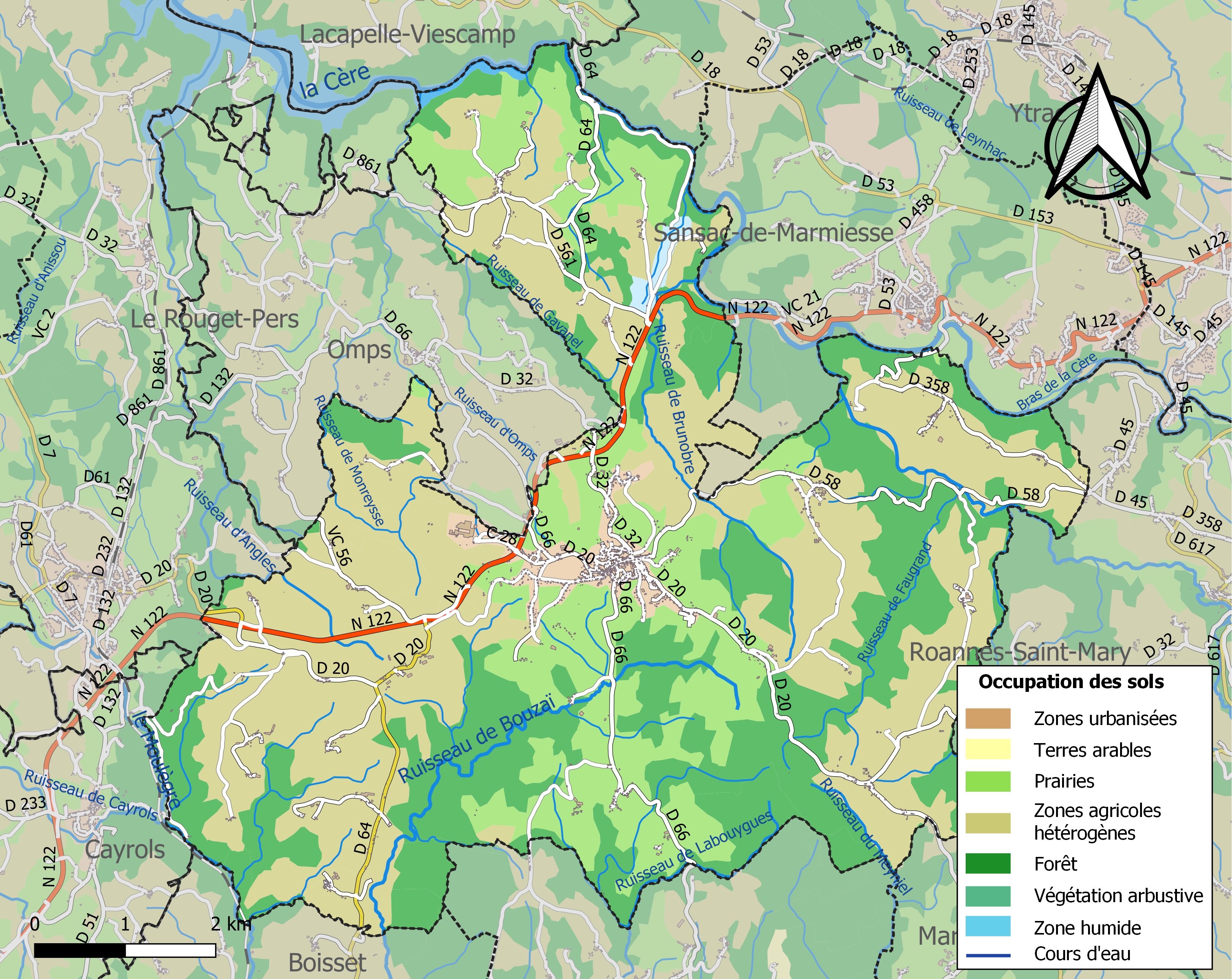

## Demografie
Onderstaande figuur toont het verloop van het inwonertal (bron: INSEE-tellingen).

Vanwege een beveiligingsprobleem met de MediaWiki Graph-software is het momenteel niet mogelijk deze grafiek weer te geven. Zodra de software is bijgewerkt zal de grafiek vanzelf weer zichtbaar worden.